# Cecil Payne
Cecil McKenzie Payne (Brooklyn, Nueva York, 14 de diciembre de 1922 - 27 de noviembre de 2007) fue un saxofonista y flautista norteamericano de jazz.

## Historial

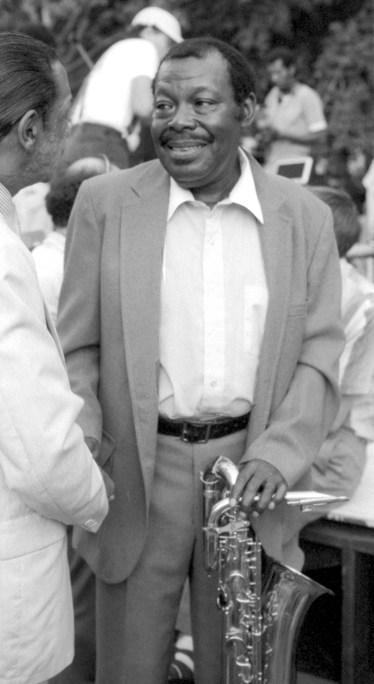
Cecil Payne, Greenwich Village Jazz Festival, Washington Square Park NY 1984. Photo by Brian McMillen

Debutó con el trombonista J.J. Johnson, tocando el saxo alto, tras su servicio militar (1946). Tras pasarse al grupo de Roy Eldridge, ese mismo año, opta por el saxo barítono y entra a formar parte de la big band de Dizzy Gillespie (1947-1949). Tras dejar a Gillespie, trabajará con Tadd Dameron, James Moody eIllinois Jacquet (1952-1954). En Suecia permanece un tiempo (1956) y acompaña con asiduidad a Randy Weston, hasta 1960.
Tomará el puesto de barítono en las big bands de Machito, Lionel Hampton (1963-1964), Woody Herman (1966-1967 y Count Basie (1969-1971). Después formará su propia banda, Jazz Zodiac, tocará frecuentemente con su hermana, la cantante Cavril Payne, y actuará en diversos festivales de jazz de todo el mundo.

## Discografía

### Como líder
- Patterns of Jazz, su álbum de debut (Savoy Records, 1957)
- Performing Charlie Parker Music (Charlie Parker Records, 1961)
- Zodiac (Strata-East, 1973)
- Bird Gets The Worm (Muse, 1976)
- Cerupa (Delmark DE-478, 1993)
- Scotch and Milk (Delmark DE-494, 1997)
- Payne's Window (Delmark DE-509, 1999)
- The Brooklyn Four Plus One (Progressive Records, 1999)
- Chic Boom: Live at the Jazz Showcase (Delmark DE-529, 2001) con el saxo tenor Eric Alexander.

### Como colaborador
- J.J. Johnson: Jazz Quintets (Savoy, 1947-49)
- Tadd Dameron: Cool Boppin´ (Fresh Sound, 1949)
- Tadd Dameron: The Magic Touch (Riverside Records, 1962)
- Dizzy Gillespie: Pleyel 48 (Vogue, 1948)
- Duke Jordan: Trio/Quartet (Savoy, 1955)
- Ernie Wilkins: Septet (Savoy, 1955)
- Randy Weston: Jazz A La Bohemia (OJC, 1956)
- Kenny Burrell: Blue Moods (OJC, 1957)
- John Coltrane: Dakar (OJC/Prestige, 1957)
- Kenny Dorham con Cannonball Adderley: Blue Spring (OJC, 1959)
- Bud Powell: A Tribute To Cannonball Adderley (Columbia Records, 1961)
- Archie Shepp: Kwanza (Impulse!, 1974)